# Phyllonorycter maestingella
Phyllonorycter maestingella là một loài loài bướm thuộc họ Gracillariidae. Loài này có ở châu Âu.

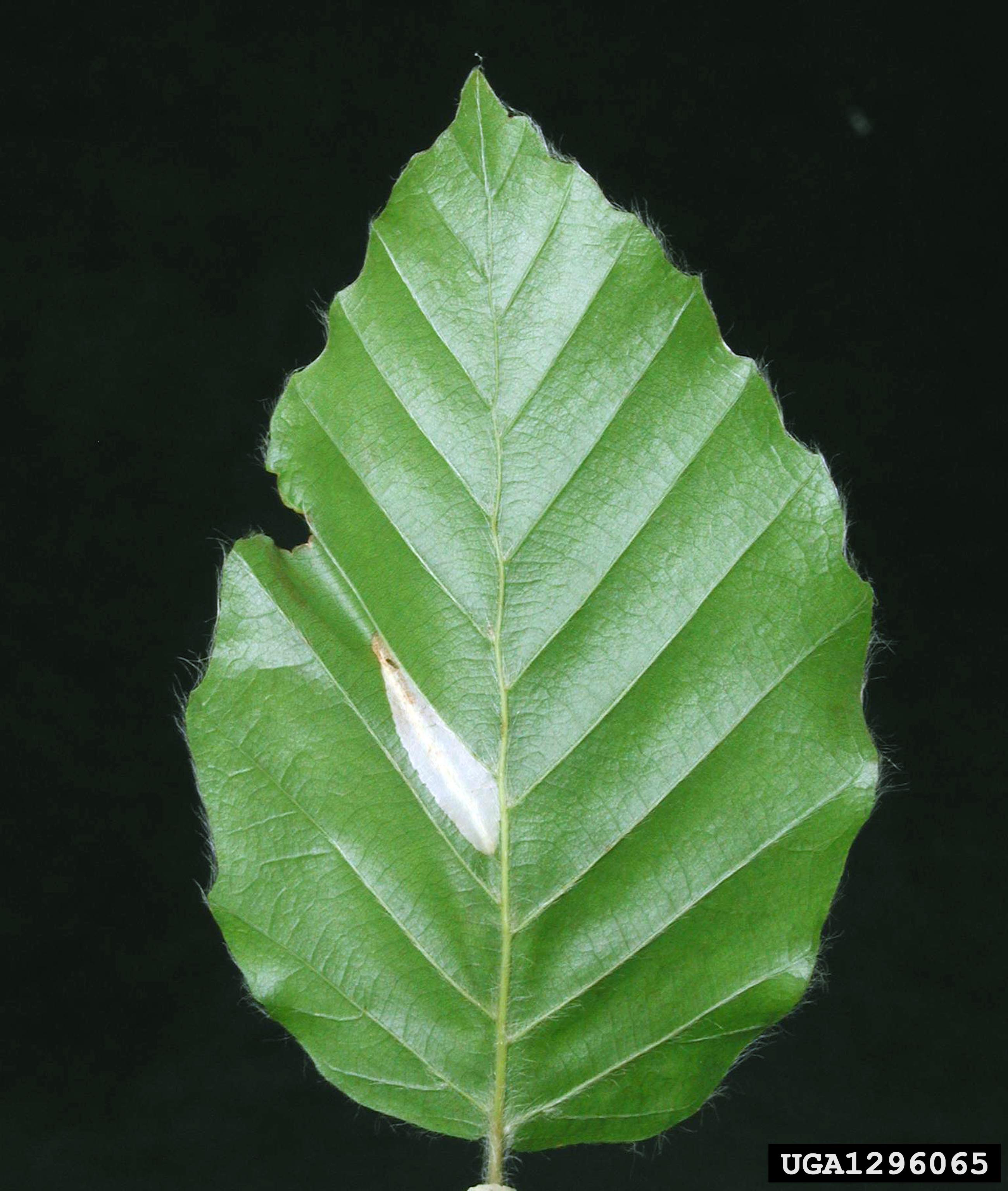
Hư hại

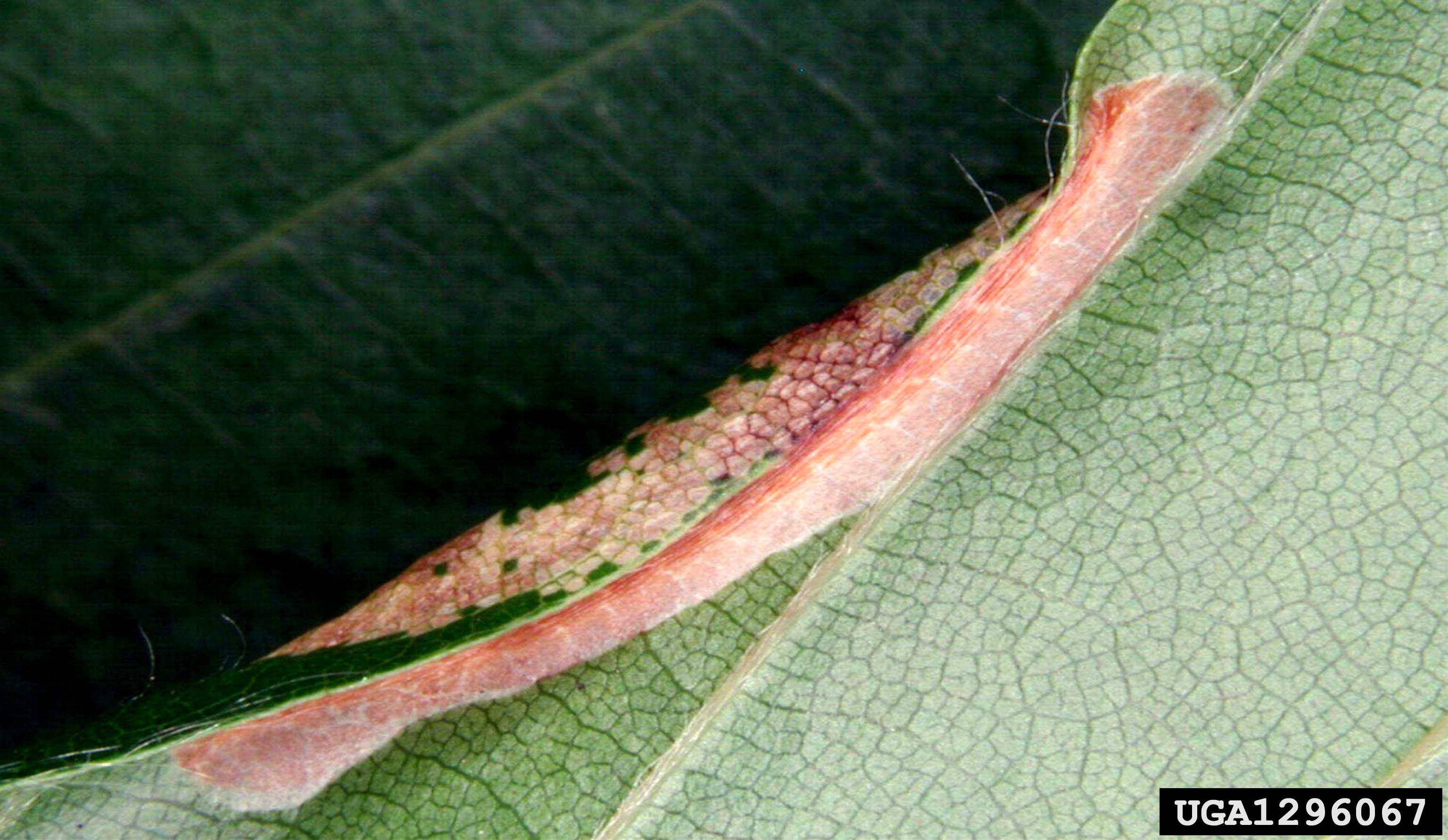
Hư hại

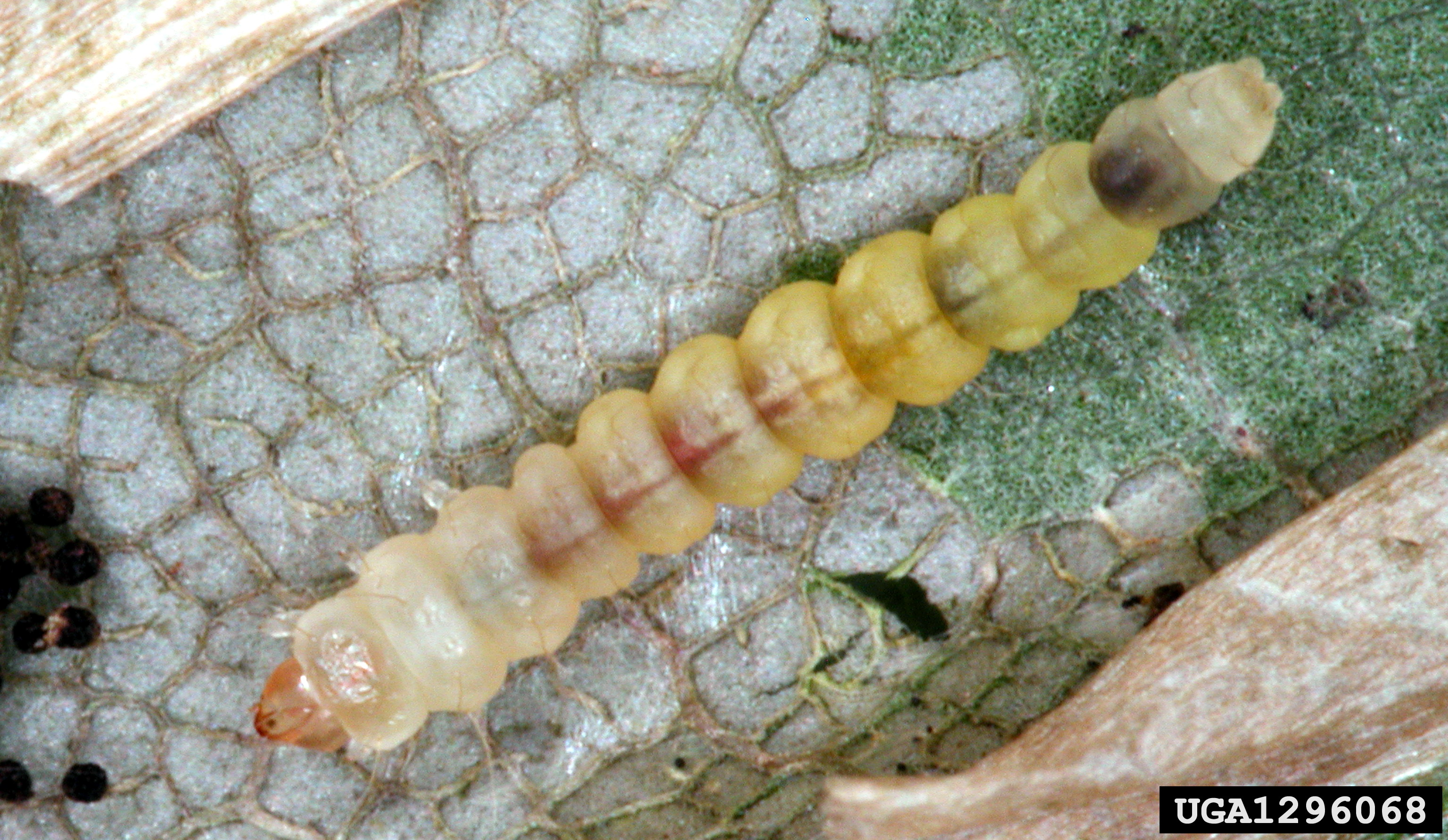
Ấu trùng

Sải cánh từ 7–9 mm. Loài bướm này bay vào tháng năm và tháng sáu và lại tiếp tục vào tháng tám tùy địa điểm.
Ấu trùng ăn các loài sồi cánh.

## Hình ảnh

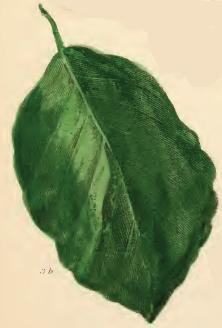